# 阿卜杜塞拉姆·阿里夫

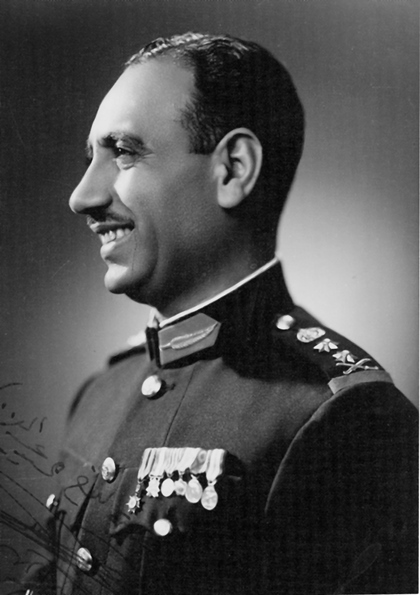

阿卜杜塞拉姆·阿里夫（阿拉伯语：‎，1921年—1966年4月13日），伊拉克总统（1963年至1966年）。
1958年7月14日，他在1958年伊拉克革命中发挥了主导作用。伊拉克总理阿卜杜勒·卡里姆·卡塞姆于1963年2月8日被推翻后，他被选定出任第一任总统，他起初支持复兴党，但退出后于1963年发动反复兴党运动。在伊拉克的建设和发展其基础设施，阿里夫总统发挥了重要作用。他在伊拉克南部直升机坠毁事件中丧生，他的兄長阿卜杜拉赫曼·阿里夫繼任他的总统職務。
在2004年12月13日，阿卜杜勒·塞拉姆·阿里夫的女儿萨纳·阿卜杜勒·塞拉姆和丈夫在巴格达的家中被身份不明的袭击者杀死。